# Ship Cove (Cape Shore)
Ship Cove is een plaats (settlement) in de Canadese provincie Newfoundland en Labrador. Het gehucht bevindt zich in het zuidoosten van het eiland Newfoundland.

## Geografie
Ship Cove bevindt zich aan de westkust van Avalon, het zuidoostelijke schiereiland van Newfoundland. De plaats is gelegen aan de oevers van de Placentia Bay, meer bepaald aan een kleine cove met dezelfde naam. De nederzetting is gebouwd in het dal van het riviertje Ship Cove Brook, dat ter hoogte van het dorp in zee uitmondt. Ship Cove bestaat uit slechts een handvol relatief verspreid gelegen huizen.
De gemeentevrije plaats bevindt zich in de kustregio Cape Shore en is bereikbaar via provinciale route 100. Ze ligt 3 km ten noorden van Gooseberry Cove en 3,5 km ten zuiden van Great Barasway.

## Geschiedenis en demografie
De plaats werd, net zoals de andere nederzettingen aan de Cape Shore, in de eerste helft van de 19e eeuw gesticht door Ierse immigranten. In 1857 was Ship Cove een gehucht bestaande uit amper drie huizen. Tot halverwege de 20e eeuw kende de plaats een geleidelijke bevolkingsgroei.
In 1921 waren er 10 huishoudens die tezamen 49 inwoners telden. In 1935 waren er reeds 14 huishoudens die tezamen 68 inwoners telden. In 1945 woonden er nog 13 huishoudens die opgeteld goed waren voor een bevolkingsomvang van 63 personen.
Volgens de volkstellingen van zowel 1921, 1935 als 1945 hadden alle gezinshoofden van het dorp Tobin of Brennan als familienaam. Net zoals vele andere kleine Newfoundlandse plaatsen, begon er in Ship Cove vanaf de tweede helft van de 20e eeuw een dalende demografische trend.
In 1991 telde Ship Cove maar acht inwoners meer en in 1996 waren het er nog maar zeven. Bij de volkstellingen van 2001, 2006 en 2011 werden er geen aparte data voor de plaats gepubliceerd. Bij de volkstellingen van 2016 en 2021 werd er steeds een bevolkingsomvang van vijf personen vastgesteld.